# El Periódico (Barcelona)
El Periódico (spanisch für ‚Die Zeitung‘), früher als El Periódico de Catalunya genannt, ist eine spanische Tageszeitung mit Verbreitung in ganz Katalonien und gehört zum Verlag Prensa Ibérica. Sie erscheint in Barcelona, vertritt eine sozial-liberale und hat eine Auflage von zirka 66.000 Exemplaren (2020).
Damit ist sie nach La Vanguardia die Tageszeitung mit der zweithöchsten Verbreitung in der Region. El Periódico erscheint in zwei Ausgaben, einer auf Spanisch und einer auf Katalanisch. Chefredakteur ist seit Juni 2020 Albert Sáez.

## Geschichte
El Periódico wurde 1978 von Antonio Asensio Pizarro gegründet. Die erste Ausgabe erschien am 26. Oktober 1978. Auch für die spanische Hauptstadt erschien eine Ausgabe, El Periódico de Madrid, die jedoch ein Misserfolg war. Im Gegenteil, die Barcelona-Ausgabe würde sich als eine der wichtigsten Zeitungen in der katalanischen Region festigen. Im Jahr 1993 betrug die Auflage von El Periódico de Catalunya 185.517 Exemplare.
Für 2007 erhielt die Zeitung den European Newspaper Award in der Abteilung „Regionalzeitungen“ für das beste Zeitungsdesign.
Im Laufe des Jahrzehnts 2010 erlebte die Zeitung eine wichtige Krise. Im Jahr 2019 wurde El Periódico von der Prensa Ibérica-Gruppe gekauft.